# Furt

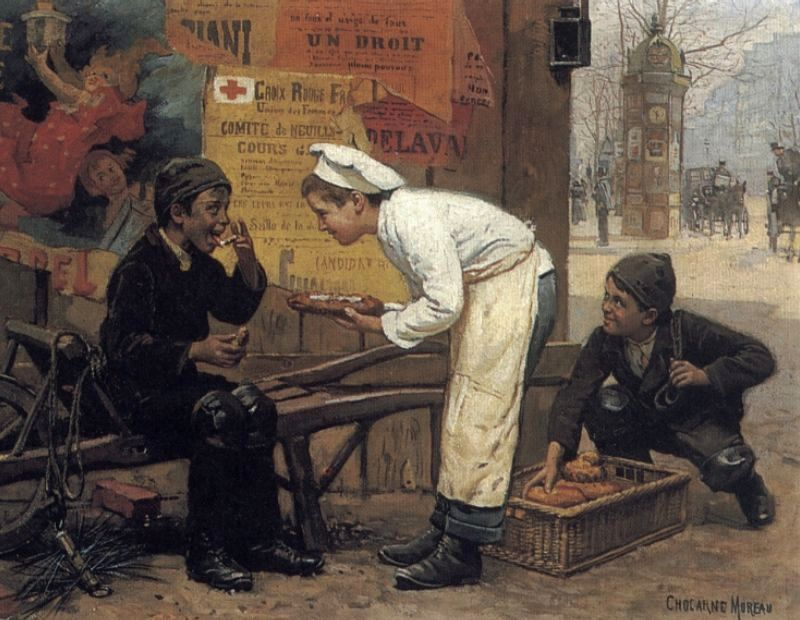
Paul-Charles Chocarne-Moreau, The Cunning Thief, 1931

Furtul este definit în Art. 228 din Codul Penal al României, Titlul II - Infracțiuni contra patrimoniului: "(1) Luarea unui bun mobil din posesia sau detenția altuia, fără consimțământul acestuia, în scopul de a și-l însuși pe nedrept, se pedepsește cu închisoare de la 6 luni la 3 ani sau cu amendă.(2) Fapta constituie furt și dacă bunul aparține în întregime sau în parte făptuitorului, dar în momentul săvârșirii acel bun se găsea în posesia sau detenția legitimă a altei persoane.(3) Se consideră bunuri mobile și înscrisurile, energia electrică, precum și orice alt fel de energie care are valoare economică."În spiritul Codului penal, se consideră bunuri mobile și orice energie care are o valoare economică, precum și înscrisurile.
Fapta constituie furt chiar dacă bunul aparține în întregime sau în parte făptuitorului, dar în momentul săvârșirii acel bun se găsea în posesia sau deținerea legitimă a altei persoane.
De asemenea, constituie furt luarea unui vehicul, cu scopul de a-l folosi pe nedrept.
O variantă mai gravă, cu pericol social mai ridicat, prevăzută în Art. Art. 229, o constituie furtul calificat.

## Furtul calificat
Furtul calificat este definit de legislația României astfel:
Art. 229
Furtul calificat
(1) Furtul săvârșit în următoarele împrejurări:
a) într-un mijloc de transport în comun;
b) în timpul nopții;
c) de o persoană mascată, deghizată sau travestită;
d) prin efracție, escaladare sau prin folosirea fără drept a unei chei adevărate ori a unei chei mincinoase;
e) prin scoaterea din funcțiune a sistemului de alarmă ori de supraveghere,
se pedepsește cu închisoarea de la unu la 5 ani.
(2) Dacă furtul a fost săvârșit în următoarele împrejurări:
a) asupra unui bun care face parte din patrimoniul cultural;
b) prin violare de domiciliu sau sediu profesional;
c) de o persoană având asupra sa o armă,
pedeapsa este închisoarea de la 2 la 7 ani.
(3) Furtul privind următoarele categorii de bunuri:
a) țiței, gazolină, condensat, etan lichid, benzină, motorină, alte produse petroliere sau gaze naturale din conducte, depozite, cisterne ori vagoane-cisternă;
b) componente ale sistemelor de irigații;
c) componente ale rețelelor electrice;
d) un dispozitiv ori un sistem de semnalizare, alarmare ori alertare în caz de incendiu sau alte situații de urgență publică;
e) un mijloc de transport sau orice alt mijloc de intervenție la incendiu, la accidente de cale ferată, rutiere, navale sau aeriene ori în caz de dezastru;
f) instalații de siguranță și dirijare a traficului feroviar, rutier, naval, aerian și componente ale acestora, precum și componente ale mijloacelor de transport aferente;
g) bunuri prin însușirea cărora se pune în pericol siguranța traficului și a persoanelor pe drumurile publice;
h) cabluri, linii, echipamente și instalații de telecomunicații, radiocomunicații, precum și componente de comunicații,
se pedepsește cu închisoarea de la 3 la 10 ani.

## Tâlhăria
Cea mai gravă variantă a furtului, talharia este definita de Art. 233 - Tâlhăria astfel: "Furtul săvârșit prin întrebuințarea de violențe sau amenințări ori prin punerea victimei în stare de inconștiență sau neputință de a se apăra, precum și furtul urmat de întrebuințarea unor astfel de mijloace pentru păstrarea bunului furat sau pentru înlăturarea urmelor infracțiunii ori pentru ca făptuitorul să-și asigure scăparea se pedepsesc cu închisoarea de la 2 la 7 ani și interzicerea exercitării unor drepturi."
Tâlhăria calificată este o forma mai grava a tâlhăriei, fiind definita astfel:
Art. 234
Tâlhăria calificată
(1) Tâlhăria săvârșită în următoarele împrejurări:
a) prin folosirea unei arme ori substanțe explozive, narcotice sau paralizante;
b) prin simularea de calități oficiale;
c) de o persoană mascată, deghizată sau travestită;
d) în timpul nopții;
e) într-un mijloc de transport sau asupra unui mijloc de transport;
f) prin violare de domiciliu sau sediu profesional,
se pedepsește cu închisoarea de la 3 la 10 ani și interzicerea exercitării unor drepturi.
(2) Tâlhăria săvârșită în condițiile art. 229 alin. (3) se pedepsește cu închisoare de la 5 la 12 ani și interzicerea unor drepturi.
(3) Cu aceeași pedeapsă se sancționează tâlhăria care a avut ca urmare vătămarea corporală

## Furtul în creștinism
Furtul înseamnă încălcarea unei porunci din Decalog.

## Istorie
Furtul nu este incriminat numai de legile penale, ci și de cele morale. De exemplu, Decalogul, cunoscut și ca Cele zece porunci din Biblie, prin Porunca a VIII-a, impune simplu: "Să nu furi." 
De asemenea apar pedepse pentru tâlhărie în coduri de legi vechi, de exemplu tâlhăria e pedepsita cu moartea în Codul lui Ur-Nammu (2100-2050 BC). Furtul e referit și în Legile lui Ehsnunna (aprox. 1930 BC), sau în Codul lui Hammurabi (aprox. 1790 BC).
În vechiul drept românesc existau, de asemenea, reglementări foarte detaliate referitoare la infracțiunile de furt și tâlhărie. Astfel, pravilele lui Vasile Lupu (Cartea pentru învățături, din 1646) și Matei Basarab (Îndreptarea legii, din 1652), codicile penale ale lui Alexandru Sturza (1826) în Moldova și a lui Barbu Știrbei (1850) în Muntenia, conțineau dispoziții cu privire la infracțiunile contra patrimoniului.

În pravilele domnitorilor Vasile Lupu și Matei Basarab, printre alte pedepse erau prevăzute și: munca în mină (pentru furtul pentru prima oară a unui animal), însemnarea la nas (pentru furtul pentru a doua oară, furtul din biserici), scoaterea ochilor (pentru cel care fura a treia oară), tăierea capului (pentru perceptorii de taxe ilegale), spânzurarea (tâlharii),
Exista și precedentul domnitorului Vlad Țepeș despre care se spune că, îndată ce a urcat pe tron, a poruncit să se adune toți hoții și cerșetorii, i-a închis într-o casă, i-a ospătat, apoi le-a dat foc.
Domnitorul Nicolae Mavrogheni (1786-1790) îi spânzura pe hoți în ulițe, lăsându-i câte o zi-două, să ia lumea aminte. La 1 iunie 1786 a dat ordin ispravnicilor „să ridice țepi pe la toate drumurile și răspântiile", unde se va pune la vedere și înscrisul următor: „Cel ce va face hoții, ucideri sau va fi gazdă de hoți… cu această pedeapsă de moarte se va osândi – înțepatu’!", fapt ce a împuținat simțitor infracțiunile în timpul domniei sale.
Pravila lui Vasile Lupu din 1646 prevedea și circumstanțe atenuante, pentru robii foarte săraci: "Țiganul, sau țiganca lui, sau copilul, de va fura o dată sau de două ori și de trei găină, gâscă sau alt lucru micșor, să se iarte; iară de va fi alt lucru mai mare furat, să să cearte ca și fiece fur".